# Салин (округ, Небраска)
Округ Сали́н (англ. Saline County) — округ, расположенный в штате Небраска (США) с населением в 14 200 человек по статистическим данным переписи 2010 года. Столица округа находится в городе Уилбер.

## География
По данным Бюро переписи населения США округ Салин имеет общую площадь в 1492 квадратных километра, из которых 1490 кв. километров занимает земля и 2 кв. километра — вода. Площадь водных ресурсов округа составляет 0,13 % от всей его площади.

### Соседние округа
- Сьюард (Небраска) — север
- Филмор (Небраска) — запад
- Ланкастер (Небраска) — северо-восток
- Гейдж (Небраска) — юго-восток
- Джефферсон (Небраска) — юг

## Демография
По данным переписи населения 2000 года в округе Салин проживало 13 843 человека, 3507 семей, насчитывалось 5188 домашних хозяйств и 5611 жилых домов. Средняя плотность населения составляла 9 человек на один квадратный километр. Расовый состав округа по данным переписи распределился следующим образом: 92,99 % белых, 0,36 % чёрных или афроамериканцев, 0,38 % коренных американцев, 1,70 % азиатов, 0,03 % выходцев с тихоокеанских островов, 1,15 % смешанных рас, 3,40 % — других народностей. Испано- и латиноамериканцы составили 6,58 % от всех жителей округа.
Из 5188 домашних хозяйств в 32,80 % — воспитывали детей в возрасте до 18 лет, 56,50 % представляли собой совместно проживающие супружеские пары, в 7,20 % семей женщины проживали без мужей, 32,40 % не имели семей. 27,50 % от общего числа семей на момент переписи жили самостоятельно, при этом 14,30 % составили одинокие пожилые люди в возрасте 65 лет и старше. Средний размер домашнего хозяйства составил 2,50 человек, а средний размер семьи — 3,04 человек.
Население округа по возрастному диапазону по данным переписи 2000 года распределилось следующим образом: 25,10 % — жители младше 18 лет, 12,30 % — между 18 и 24 годами, 25,00 % — от 25 до 44 лет, 20,30 % — от 45 до 64 лет и 17,20 % — в возрасте 65 лет и старше. Средний возраст жителей округа составил 36 лет. На каждые 100 женщин в округе приходилось 97,80 мужчин, при этом на каждых сто женщин 18 лет и старше приходилось 95,10 мужчин также старше 18 лет.
Средний доход на одно домашнее хозяйство в округе составил 35 914 долларов США, а средний доход на одну семью в округе — 44 199 долларов. При этом мужчины имели средний доход в 30 467 долларов США в год против 22 690 долларов США среднегодового дохода у женщин. Доход на душу населения в округе составил 16 287 долларов США в год. 6,40 % от всего числа семей в округе и 9,40 % от всей численности населения находилось на момент переписи населения за чертой бедности, при этом 8,90 % из них были моложе 18 лет и 9,00 % — в возрасте 65 лет и старше.

## Основные автодороги
- US 6
- Автомагистраль 15
- Автомагистраль 33
- Автомагистраль 41
- Автомагистраль 74
- Автомагистраль 103

## Населённые пункты

### Города и деревни
- Крит
- Де-Уитт
- Дорчестер
- Френд
- Суэнтон
- Тобиас
- Уэстерн
- Уилбер